# تحت البركان (رواية)
تحت البركان هي رواية للكاتب الإنجليزي مالكولم لوري (1909–1957) نُشرت عام 1947. تحكي الرواية قصة جيفري فيرمين، القنصل البريطاني المدمن على الكحول في مدينة كويرنافاكا المكسيكية، في يوم الموتى في نوفمبر 1938. يأخذ الكتاب اسمه من بركانين، بوبوكاتيبيتل وإزتاشيهواتل [الإنجليزية]، اللذين يلقيان بظلالهما على كويرنافاكا، وهي روايته الثانية والأخيرة.
عدلت الرواية للإذاعة على ستوديو وان [الإنجليزية] في عام 1947 ولكن نفدت ذلك عندما توفي لوري في عام 1957. وفي عام 1984، كان بمثابة الأساس لفيلم يحمل نفس الاسم الذي أعاد شعبيته. في عام 1998، صنفت دار مودرن لايبراري [الإنجليزية] الرواية في المرتبة 11 في قائمتها لأفضل 100 رواية باللغة الإنجليزية في القرن العشرين، و100 كتاب للقرن في مجلة لوموند، و 100 رواية في مجلة تايم، وتسع وتسعون رواية لأنطوني بيرجيس: الأفضل في اللغة الإنجليزية منذ عام 1939.

## نشأة وتاريخ النشر
كان لوري قد نشر بالفعل رواية واحدة، أولترامارين (1933)، في الوقت الذي كان يعمل فيه برواية "تحت البركان"، وفي عام 1936 كتب قصة قصيرة بعنوان "تحت البركان" تحتوي على نواة الرواية المستقبلية. ولم تُنشر تلك القصة إلا في الستينيات. عثر على مقطع منها في رواية "مظلم كالقبر الذي يرقد فيه صديقي"، التي حررتها مارغري بونر [الإنجليزية] (زوجة لوري الثانية) ونشرت في عام 1968. يحتوي الكتاب على ما أطلق عليه كونراد أيكن لاحقًا "موضوع الحصان"، وهو أمر مهم جدًا في رواية "تحت البركان ". تتضمن القصة الحصان الذي يحمل الرقم سبعة، والهندي المحتضر الذي صادفه أثناء رحلة بالحافلة، والبيلادو الذي يسرق أموال الهندي لدفع أجرة الحافلة، كل هذا متضمن في الفصل الثامن من الرواية.
كتبت النسخة الأولى من الرواية بينما كان لوري يعيش في المكسيك، وكان في كثير من الأحيان في حالة سكر وخرج عن نطاق السيطرة أثناء انفصال زواجه الأول. في عام 1940، استأجر لوري وكيلًا، هارولد ماتسون، للعثور على ناشر للمخطوطة لكنه لم يجد شيئًا سوى الرفض - يشار إلى هذه المخطوطة من قبل العلماء باسم نسخة 1940، وتختلف في تفاصيل ذات أهمية مختلفة عن النسخة المنشورة. بين عامي 1940 و1944، قام لوري بمراجعة الرواية (بمساعدة تحريرية كبيرة من مارغري بونر)، وهي العملية التي شغلته بالكامل: خلال تلك السنوات، لم يعمل لوري، الذي اعتاد العمل في العديد من المشاريع في نفس الوقت، على أي شيء سوى مخطوطة، وهي عملية موثقة بشكل شامل من قبل فريدريك أسالس. أحد أهم التغييرات المتعلقة بشخصية إيفون: في الإصدارات السابقة كانت ابنة القنصل، ولكن بحلول عام 1940، أصبحت زوجته الخائنة. في تلك النسخة (ومراجعة عام 1941)، انتهى الفصل 11 بها وهيو اللذان يمارسان الحب.
في عام 1944، كادت المخطوطة أن تُفقد في حريق اندلع في مقصورة لوريس في دولارتون، كولومبيا البريطانية. أنقذت مارغري بونر الرواية غير المكتملة، لكن جميع أعمال لوري الأخرى قيد التنفيذ ضاعت في الحريق، وهي مكونة من روايتين، قد تكون مع هذه الرواية ثلاثية عن قصة تحت البركان. وهي مثل الكوميديا الإلهية لدانتي، كان من المفترض أن تكون هذه الكوميديا جهنمية، ومطهرية، وفردوسية، على التوالي. يشير أسالس إلى أن المراجعة المهمة لعام 1944 تثبت أن لوري وبونر يوليان اهتمامًا غير عادي للإشارات إلى النار في الرواية، خاصة في حلم إيفون قبل وفاتها.
اكتملت الرواية في عام 1945 وأرسلت على الفور إلى ناشرين مختلفين. في أواخر الشتاء، أثناء سفره إلى المكسيك، علم لوري أن الرواية قد قبلت من قبل شركتي نشر: رينال وهيتشكوك في الولايات المتحدة وجوناثان كيب في المملكة المتحدة. بعد تقارير انتقادية من اثنين من القراء، كان لدى كيب تحفظات بشأن النشر وكتب إلى لوري في 29 نوفمبر 1945 يطلب منه إجراء مراجعات جذرية، على الرغم من أن الدار أضافت "انه إذا لم يقم لوري بإجراء المراجعات، فهذا لا يعني بالضرورة أنني سأقول لا". كان رد لوري المطول، بتاريخ 2 يناير 1946، بمثابة دفاع عاطفي عن الكتاب الذي أحس فيه أنه قد أنشأ عملاً ذا عظمة دائمة: "سواء بيع الكتاب أم لا، يبدو لي أنه يمثل مخاطرة في كلتا الحالتين. ولكن هناك شيء يتعلق بالمصير". وتضمنت الرسالة ملخصًا تفصيليًا لموضوعات الكتاب الرئيسية وكيف كان المؤلف ينوي عمل كل فصل من الفصول الـ 12؛ في النهاية، نشرت دار جوناثان كيب الرواية دون مزيد من المراجعة.
كانت روايتي "تحت البركان" و "أولترامارين" قد نفدت طبعتهما بحلول الوقت الذي توفي فيه لوري بسبب إدمان الكحول (وربما الحبوب المنومة) في عام 1957، لكن الرواية عادت منذ ذلك الحين. وفي عام 1998، صنفت في المرتبة 11 في قائمة أفضل 100 رواية في القرن العشرين حسب مودرن لايبراري. أدرجت مجلة تايم الرواية في قائمتها لـ "أفضل 100 رواية باللغة الإنجليزية من عام 1923 إلى الوقت الحاضر"، واصفة إياها بأنها "صورة لتدمير الذات، تُرى من خلال عيون رجل لا يزال واضحًا بما يكفي ليخبرنا بكل ما هو مروع".

## الهيكل والحبكة

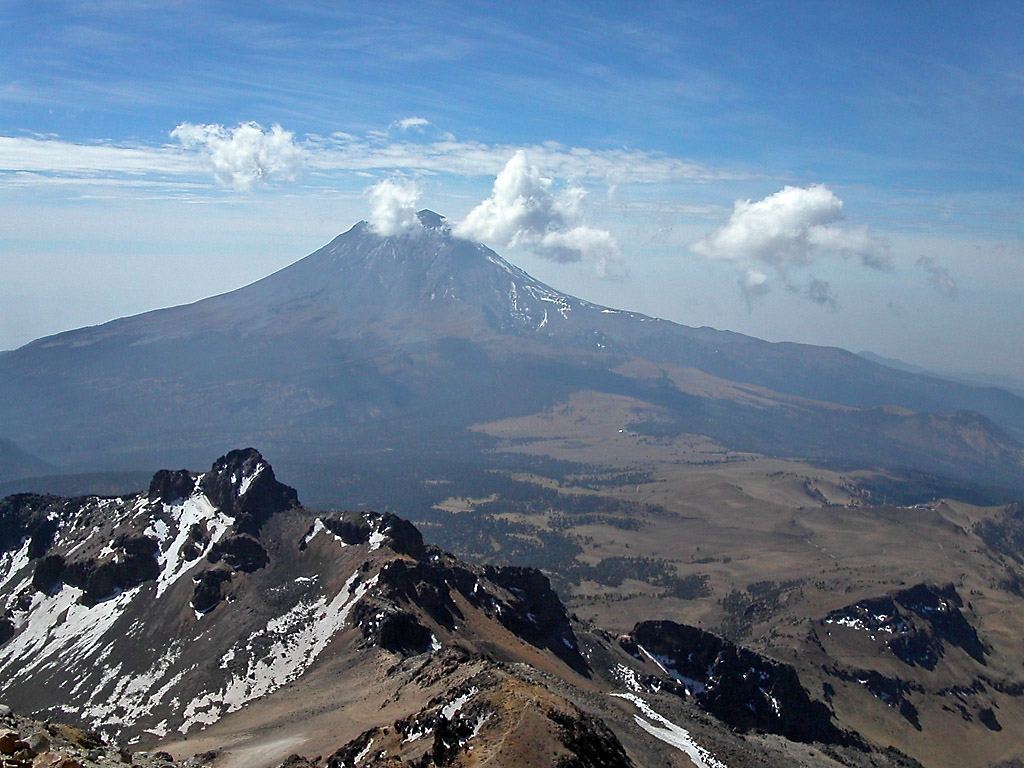
بوبوكاتيبيتل من قمة إزتاشيهواتل

يتكون الكتاب من اثني عشر فصلاً، أولها يقدم السرد الصحيح والذي تدور أحداثه بعد عام بالضبط من الأحداث. الفصول الأحد عشر التالية تحدث في يوم واحد وتتبع القنصل بتسلسل زمني، بدءًا من الصباح الباكر من يوم الموتى مع عودة زوجته إيفون، التي تركته في العام السابق، إلى وفاته العنيفة في نهاية اليوم. على النقيض من أسلوب السرد في نسخة عام 1940، فإن الرواية المنشورة "تركز كل فصل من خلال عقل شخصية مركزية واحدة، ولا يوجد فصلين متسلسلين يستخدمان وعي نفس الشخصية".
كان عدد الفصول مهمًا من الناحية العددية، كما أوضح لوري في رسالة إلى جوناثان كيب: هناك اثنتي عشرة ساعة في اليوم (ومعظم الرواية تحدث في يوم واحد)، واثني عشر شهرًا في السنة (ينقضي عام واحد بين الفصل الأول). ونهاية الفصل 12، علاوة على ذلك، فإن الرقم 12 له أهمية رمزية في القبالة، والذي يمثل، حسب لوري، "التطلعات الروحية للإنسان". أخيرًا، يقول لوري: "يجب أن أحصل على الرقم 12 الخاص بي"، لأنه يسمع فيه "ساعة تدق ببطء منتصف الليل بالنسبة لفاوست".

## الشخصيات

### الشخصيات الأساسية
- جيفري فيرمين هو القنصل المدمن على الكحول الذي يعيش في كوونهواك. يريد أن يكتب كتابًا عن الأساطير المقارنة، لكن إدمانه للكحول يهيمن على جميع مجالات حياته.
- إيفون كونستابل هي ممثلة سابقة، ولدت في هاواي، وبدأت في سن الرابعة عشرة مسيرة مهنية قصيرة في الأفلام، والتي تخلت عنها ولم تعود إليها مرة أخرى. لقد عادت إلى المكسيك، بعد غياب طويل في الولايات المتحدة، لإحياء زواجها من القنصل. كانت متزوجة من قبل وأنجبت طفلاً مات صغيراً. ربما كانت لها علاقات مع هيو فيرمين وجاك لارويل.
- هيو فيرمين الذي قطع مسيرته كمغني وكاتب أغاني في إنجلترا لمدة عام في البحر، هو الأخ غير الشقيق لجيفري وطفل معجزة مثل إيفون. بعد عودته إلى إنجلترا، انضم إلى اليسار السياسي ودعم الجمهوريين في الحرب الأهلية الإسبانية.
- جاك لارويل (يشار إليه عادةً باسم "م. لارويل")، مخرج سينمائي فرنسي وصديق الطفولة للقنصل. ولد في منطقة موزيل، ونشأ في باريس وتعرف على القنصل خلال صيف عام 1911 في منتجع شاطئ كورسيول سور مير، على القناة. كان عمره 42 عامًا عندما بدأت الرواية ويستعد لمغادرة المكسيك.

### الشخصيات الثانوية
- الدكتور أرتورو دياز فيجيل، طبيب محلي، صديق القنصل ولارويل.
- الأب بوستامنتي صاحب السينما المحلية.
- سينورا غريغوريو، صاحبة حانة Terminal Cantina El Bosque في كوونهواك.
- عائلة تاسرسون، عائلة القنصل بالتبني؛ البطريرك، وهو شاعر اسمه أبراهام تاسرسون، استقبل جيفري باعتباره شاعرًا مفكرًا يبلغ من العمر خمسة عشر عامًا. الأسرة بأكملها، بما في ذلك الأم وستة أبناء على الأقل، تشرب الخمر بكثرة وتمشي لمسافات طويلة في الريف المحيط بمنزلهم، عبر نهر ميرزي مع إطلالة على جبال ويلز.
- خوان سيريلو، مواطن مكسيكي كان في إسبانيا مع هيو وهو وكيل لملكية تعاونية أصبحت ممكنة بفضل تأميم الرئيس لازارو كارديناس: فهو ينقل الأموال بين التعاونيات الريفية والمزارعين وبنك الائتمان الوطني (يشبه إلى حد كبير الهندي المقتول في الفصل السابع).[19]

## الرمزية والإشارة
اتسمت الرواية بالرمزية؛ وتكثر الإشارات والتلميحات إلى كتاب وأعمال أدبية أخرى. يمتد تأثير مسرحية دكتور فوستوس لكريستوفر مارلو في جميع أنحاء الرواية، كما أن الإشارات إلى أزهار الشر لتشارلز بودلير، ومآسي ويليام شكسبير، والكوميديا الإلهية لدانتي تثري معنى الرواية.

### فهرس
- "Volcano: An Inquiry Into the Life and Death of Malcolm Lowry". Documentary film. المجلس الوطني لأفلام كندا. 1976. مؤرشف من الأصل في 2024-03-05. اطلع عليه بتاريخ 2010-02-11.
- Ackerley، Chris؛ Clipper، Lawrence J. (1984). A Companion to "Under the Volcano". U of British Columbia P. ISBN:978-0774801997. مؤرشف من الأصل في 2016-04-06.
- Ackerley، Chris؛ Large، David (يونيو 2012). "Under the Volcano: A Hypertextual Companion". مؤرشف من الأصل في 2024-03-15. اطلع عليه بتاريخ 2013-02-11.
- Asals، Frederick (1997). The Making of Malcolm Lowry's Under the Volcano. Athens: U of Georgia P. ISBN:0820318264.
- Breit، Harvey؛ Lowry، Margerie Bonner، المحررون (1985). Selected Letters of Malcolm Lowry. London: Penguin. ISBN:9780140570083.
- Costa، Richard Hauer (1971). "Pietè, Pelado, and 'The Ratification of Death': The Ten-Year Evolvement of Malcolm Lowry's Volcano". Journal of Modern Literature. ج. 2 ع. 1: 3–18. JSTOR:30053172.
- Cross، Richard K. (1976). "Rev. of Douglas Day, Malcolm Lowry: A Biography". Modern Philology. ج. 74 ع. 2: 218–21. DOI:10.1086/390722. ISSN:0026-8232. JSTOR:437178.
- Day، Douglas (1973). Malcolm Lowry: A Biography. New York: Oxford UP. ISBN:978-0-19-501711-3.
- Doyen، Victor (1969). "Elements towards a spatial reading of Malcolm Lowry'sunder the volcano". English Studies  [لغات أخرى]‏. ج. 50 ع. 1–6: 65–74. DOI:10.1080/00138386908597326. ISSN:0013-838X.{{استشهاد بدورية محكمة}}:  صيانة الاستشهاد: علامات ترقيم زائدة (link)
- Flint، R. W. (1947). "Weltschmerz Refurbished: Under the Volcano by Malcolm Lowry". The Kenyon Review. ج. 9 ع. 3: 474–77. JSTOR:4332873.
- Foxcroft، Nigel H. (2019). The Kaleidoscopic Vision of Malcolm Lowry: Souls and Shamans. Lexington Books: Lanham, MD. Lexington Books. ISBN:978-1-4985-1657-0. مؤرشف من الأصل في 2023-11-24.
- Lacayo، Richard (16 أكتوبر 2005). "Under the Volcano". تايم (مجلة). مؤرشف من الأصل في 2024-01-05. اطلع عليه بتاريخ 2012-11-21.
- Lowry، Malcolm (2007). Under the Volcano. New York: Harper Perennial. ISBN:9780061120152.
- Marlowe، Christopher (1969). "Doctor Faustus". في Steane، J. B. (المحرر). The Complete Plays. London: Penguin. ص. 259–340. ISBN:9780140430370.
- McCarthy، Patrick A (1994). "Lowry's Forest of Symbols: Reading in Under the Volcano". Journal of Modern Literature. ج. 19 ع. 1: 55–72. JSTOR:3831446.
- McCarthy، Patrick A. (1996). "Annotations and Textual Notes". Malcolm Lowry's La Mordida: A Scholarly Edition. Malcolm Lowry, Patrick A. McCarthy. U of Georgia P. ISBN:9780820317632. اطلع عليه بتاريخ 2013-02-05.
- Middlebro، Tom (1982). "The Political Strand in Malcolm Lowry's Under the Volcano". Studies in Canadian Literature. ج. 7 ع. 1. مؤرشف من الأصل في 2017-07-17.